# Santa Cecilia in Trastevere
Santa Cecilia in Trastevere är en basilika i Rom, helgad åt den heliga jungfrumartyren Cecilia. Kyrkan, som är en basilica minor, är belägen i Rione Trastevere och tillhör församlingen San Crisogono.
Kyrkan ligger ovanpå ett romerskt privathus med badanläggning, som enligt legenden tillhört den heliga Cecilia. I kyrkan vördas hennes reliker. Där vördas också reliker efter påven Lucius I. I kyrkan finns också målningen Yttersta domen av Pietro Cavallini från omkring 1295.
Den första kyrkan på platsen uppfördes sannolikt på 200-talet. År 820-talet, under Paschalis I:s pontifikat, uppfördes en ny kyrka på platsen. Den renoverades på 1720-talet under Ferdinando Fugas ledning och då tillkom bland annat barockfasaden.